# عبدالصمد (روستا)
عبدالصمد (به لاتین: Abdusamat) در تاجیکستان است که در ولایت سغد واقع شده‌است.